# Los fantasmas
Los fantasmas é o primeiro álbum de estúdio da boy band porto-riquenha Menudo, lançado em 1977, pela gravadora Padosa. Faziam parte do grupo: os irmãos Sallaberry, Fernando e Nefty, e os irmãos Melendez, Oscar, Carlos e Ricky.

## Divulgação
O quinteto foi formado em 1977, pelo produtor Edgardo Díaz, que idealizou uma banda de cinco jovens cantores que expressassem, tanto musicalmente quanto visualmente, a energia e a vitalidade da juventude. O grupo realizou diversas apresentações em eventos escolares e beneficentes em Porto Rico, ganhando popularidade e logo obtendo reconhecimento suficiente para realizar seu primeiro grande show no Parque de Juncos, em Porto Rico.

## Desempenho comercial
A performance comercial do álbum foi limitada. No mercado porto-riquenho vendeu em torno de 6 mil cópias. Na parada musical da República Dominicana alcançou a posição de número 4 com o álbum e números 4, 5, 6 e 7 com os singles de "Madre", "Mamadú", "Calma ya" e "Enséñame a cantar", respectivamente.

## Lista de faixas
- Créditos adaptados do LP Los Fantasmas, de 1977.[12]

| N.º | Título               | Compositor(es)                                       | Cantor(es)                                   | Duração |  |
| 1.  | "Mamadú"             | Pepin, G. Dann, Pacaud                               | Fernando Sallaberry, Carlos e Óscar Meléndez | 3:15    |  |
| 2.  | "Madre"              | Juan Pardo                                           | Carlos Meléndez                              | 2:48    |  |
| 3.  | "Los fantasmas"      | Honorio Herrero                                      | Grupo                                        | 3:02    |  |
| 4.  | "Porque te amé"      | Juan Carlos Calderón                                 | Nefty Sallaberry                             | 2:57    |  |
| 5.  | "Mi guitarra"        | Juan Pardo                                           | Fernando Sallaberry e Carlos Meléndez        | 2:55    |  |
| 6.  | "Calma ya"           | Afric Simone, Stan Regal (adaptado por Edgardo Diaz) | Oscar Meléndez                               | 2:38    |  |
| 7.  | "Enséñame a cantar"  | Fernando Arbex                                       | Nefty Sallaberry                             | 3:36    |  |
| 8.  | "Quiero verte feliz" | Carlos F. Prida                                      | Carlos Meléndez                              | 2:51    |  |
| 9.  | "Dos niños"          | John Farrell                                         | Fernando Sallaberry                          | 3:04    |  |
| 10. | "Los líos"           | R. Perez Botija                                      | Ricky Meléndez                               | 2:28    |  |

## Tabelas

### Tabelas semanais
| Tabela musical (1977)               | Melhor posição |
| ----------------------------------- | -------------- |
| República Dominicana (Record World) | 4              |